# Legie Čechů a Slováků

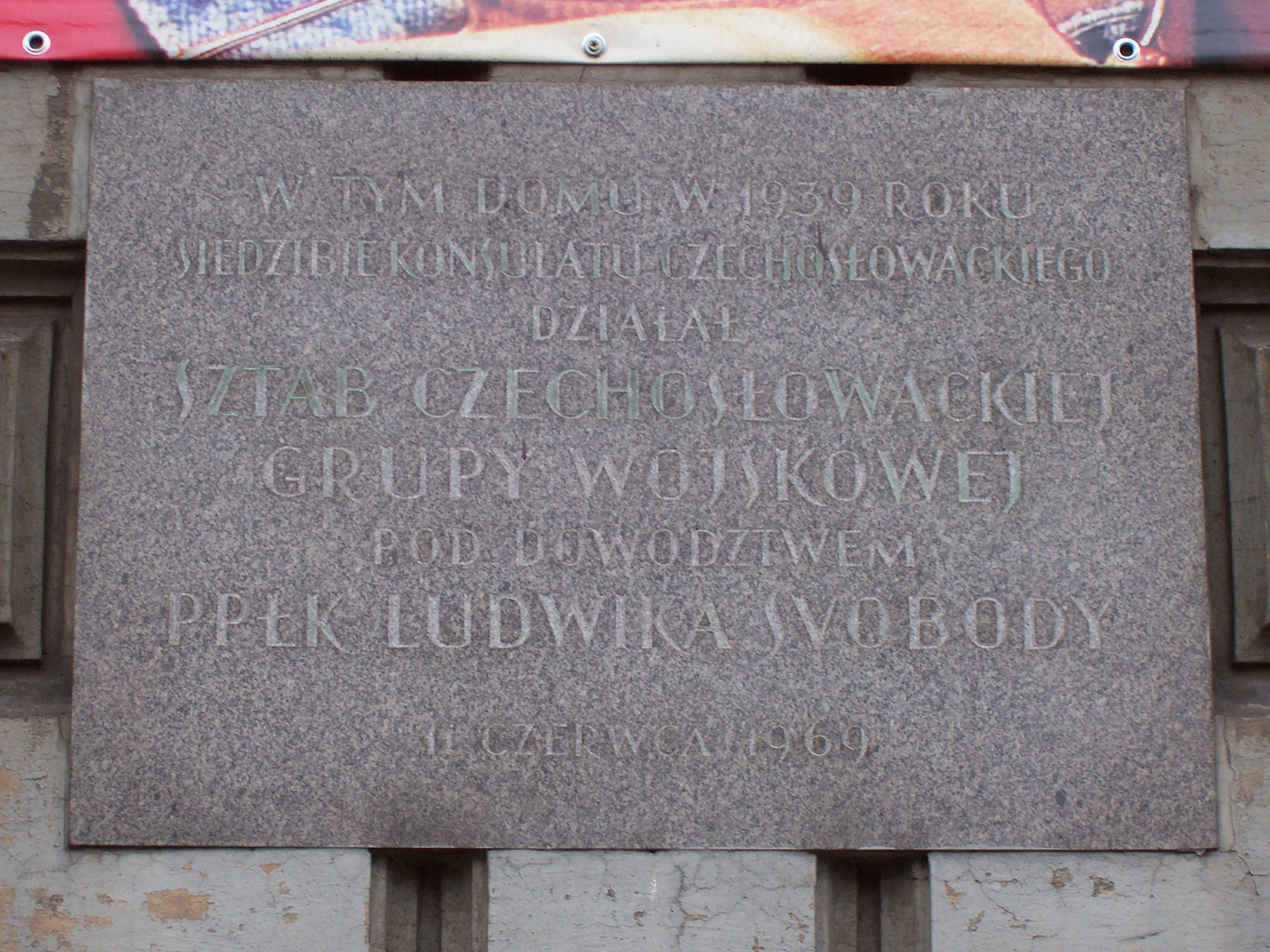
Pamětní deska na budově bývalého československého konzulátu v Krakově, připomínající Ludvíka Svobodu a Legii Čechů a Slováků

Legie Čechů a Slováků (polsky Legion Czechów i Słowaków), též známá jako Československá legie či Česká a slovenská legie, byla československá vojenská jednotka, která se ustavila z dobrovolníků v Polsku po německé okupaci zbytku českých zemí v roce 1939 a navazovala na tradici legionářů z první světové války. Účastnila se po boku polské armády bojů s německou  armádou během invaze do Polska. Po porážce Polska většina vojáků Legie musela přejít na území, které okupoval SSSR. Skončili pak v sovětské internaci, kde se stali zárodkem budoucího 1. československého armádního sboru, bojujícího později po boku Rudé armády na východní frontě. Malé části vojáků se podařilo ustupit do Rumunska.

## Vznik
Po zániku druhé republiky a okupaci zbytku českých zemí Velkoněmeckou říší začali do Polska prchat českoslovenští občané s cílem účastnit se v zahraničí boje za obnovení Československa. Větší část těchto uprchlíků tvořili příslušníci bývalé československé armády. Tito uprchlíci se soustřeďovali okolo československého velvyslanectví ve Varšavě a československého konzulátu v Krakově, které nepřestaly fungovat ani po 15. březnu 1939.
30. dubna 1939 byla v Krakově ustavena československá vojenská skupina, zpočátku pod velením nadporučíka letectva Jiřího Krále, zprvu držitele nejvyšší vojenské hodnosti, jejíž příslušníci byli přesunuti do barákového tábora v Małych Bronowicích. Polsko nemělo zájem na komplikování svého vztahu k Německu existencí nepřátelského vojenského uskupení na polském území a finanční prostředky obou zastupitelství obsazeného státu nedovolovaly materiální zabezpečení stále rostoucí vojenské skupiny. Její příslušníci proto začali být přesunováni do Francie. V květnu až srpnu 1939 z Polska odjelo celkem pět transportů s 1159 muži.
V Polsku zůstalo přibližně 1000 mužů, ze kterých byla vytvořena na základě dekretu polského prezidenta Ignacy Moścického z 3. září 1939 (dva dny po zahájení německého útoku na Polsko) Legie Čechů a Slováků pod velením generála Lva Prchaly. Členové Legie byli rozděleni do dvou skupin. Jedna, v počtu necelých 700 osob pod velením Ludvíka Svobody, byla přesunuta do Leśne u Baranowicz, kde měla být vyzbrojena a vycvičena. Zbývající vojáci (skupina pro příjem dalších uprchlíků a letci) zůstali v Małych Bronowicích. Rychlý německý postup a zhroucení polské obrany však veškeré záměry s organizací Legie zmařily.

## Zapojení do bojů

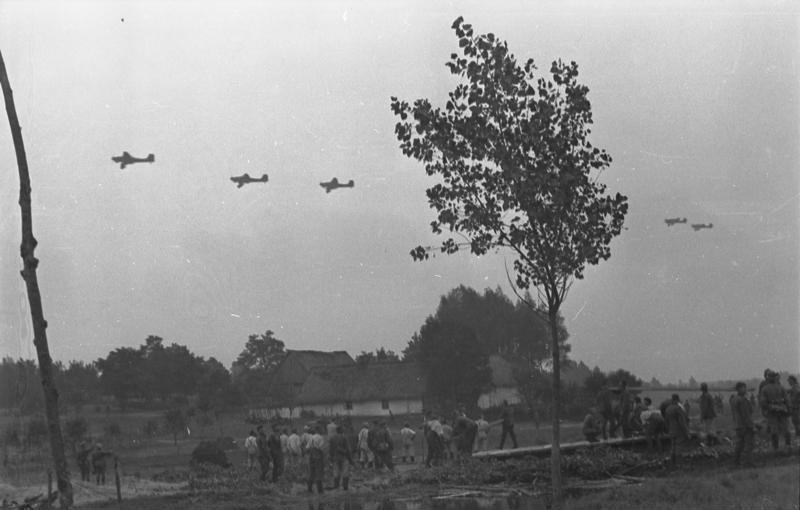
Nepřátelská letadla přelétají nad Polskem

Legie Čechů a Slováků se přes minimální vyzbrojení zapojila do bojů na polské straně při německém útoku na Polsko. Tohoto útoku se na německé straně zúčastnily i slovenské jednotky. Spolu se slovenskou polní armádou „Bernolák“ se do útoku na Polsko zapojila i 39. a 45. stíhací a 16. pozorovací letka slovenského válečného letectva. Slovenské stíhací letouny chránily německé střemhlavé bombardéry při osmi náletech na jižní Polsko. Jedním z těchto náletů byl i nálet 17. září ráno na Hluboczek Wielki u Tarnopolu, kde protileteckou obranu zajišťovala Legie Čechů a Slováků (ustupující skupina z Leśne) a kde padl i kulometčík Vítězslav Grünbaum, první padlý pozemní části Legie za německé invaze do Polska.
Skupina československých pilotů (93 osob) nebyla vybavena ozbrojenými letouny a nemohla se proto aktivně zapojit do bojů. Vytvořila dvě jednotky průzkumných pilotů, které vykonávaly průzkumné lety pro potřeby polských štábů. Dne 2.9.1939 při německém náletu na polské letiště u města Dęblin zahynuli: Štěpán Kurka, Zdeněk Rous a Andrej Šandor.

## Ústup do Rumunska a Sovětského svazu
V důsledku postupu německých jednotek opustila skupina z Małych Bronowic své stanoviště a pokusila se spojit s hlavní skupinou z Leśne. Spojení se však nezdařilo a tato skupina nakonec ustoupila do Rumunska.
Skupině z Leśne byla polskými úřady v důsledku německého postupu z Východního Pruska nařízena evakuace 11. září 1939. Skupina nebyla téměř vyzbrojena a musela proto ustupovat na jih. Polské velení oddalovalo její přesun do Rumunska tak dlouho, až se stal nemožným. Skupina proto ustoupila do zóny kontrolované Rudou armádou a dostala se do sovětské internace. V rámci této internace pobývaly legie mj. v Spaso-Jevfimijově klášteře v Suzdalu.